# Carlito's Way: Rise to Power
Carlito's Way: Rise to Power is een Amerikaanse misdaadfilm uit 2005. Het verhaal is gebaseerd op het boek Carlito's Way van Edwin Torres. De film is een vervolg op Carlito's Way van Brian De Palma uit 1993. Hoofdrollen worden vertolkt door Jay Hernandez, Mario Van Peebles, Michael Kelly en Luis Guzmán.

## Verhaal
In de jaren 60 proberen drie gedetineerden vanuit de gevangenis in New York hun criminele imperium in stand te houden. De zwarten regeren over het westen van het verpauperde Harlem, de Italianen over het oosten, terwijl de Puerto-Ricanen tussen de twee machtige groeperingen hun eigen plek in het drugscircuit trachten te bemachtigen. Brother Earl (het brein), Italiaan Rocco (de connecties) en Carlito "Charlie" Brigante (de moed) sluiten een pact om samen de distributie van heroïne in Harlem in handen te krijgen. Na vrijlating brengt Rocco zijn kameraden in contact met Artie Bottolota Sr., het machtige hoofd van een Italiaanse maffiafamilie die strijdt tegen de pressie die de meedogenloze zwarte gangster Hollywood Nicky constant uitoefent. Bottolota Sr. wil aanvankelijk niets met de zwarte Earl en de latino Carlito te maken hebben, maar sluit uiteindelijk een deal met het illustere drietal.
In de louche club Saso's helpt Carlito de bloedmooie garderobemedewerkster Leticia Cruz zich te ontdoen van een lastige klant die een vergoeding eist voor zijn beschadigde jas. Na blijk van volharding valt de charmante latina voor de charmes van een gangster die zich voordoet als boeker van jazzmusici als Tito Puente als Machito. Leticia ontdekt wie Carlito werkelijk is wanneer Manny Sanchez en diens handlanger Chucho bij een van hun dates de hulpeloze vrouw bedreigen en haar dure jas als onderpand meenemen, maar die haar geliefde na de avond op nietsontziende wijze komt terughalen. Earl en Rocco uiten hun woede over zijn domme daad in het openbaar, maar Carlito lijkt niet onder de indruk van zijn kameraden.
Earl raakt plotseling opgescheept met de opvang van zijn jongere, getroebleerde broer Reggie, die de criminele praktijken van het trio sterk veroordeelt en meer voelt voor een ware revolutie. Na zijn beslissing de business de rug toe te keren en te gaan genieten op Barbados komt de zorg voor de mislukkeling Earl uiterst ongelegen. Hij vraagt zijn makker Carlito een oogje in het zeil te houden en de ontspoorde jongen wellicht wat fatsoen bij te brengen. Als Reggie in een striptent weigert Artie Bottolota Jr. een hand te geven en hem na een woordenwisseling in het gezicht spuugt, maant Carlito het joch te wachten tot de maffioos zijn vertrokken en vervolgens door de achterdeur het pand te verlaten. Artie Jr. wacht met zijn handlangers op het tweetal en wil Reggie met een mes ontdoen van zijn tong, maar Rocco komt op tijd aanscheuren en weet een immens bloedvergieten te voorkomen.
Tijdens een diner bij Leticia's familie maakt Carlito kennis met haar ouders, haar broer Sigfredo en schoonzus Angelita. Sigfredo kent de ware aard van Carlito en waarschuwt hem uit de buurt van zijn zus te blijven, maar het verliefde stel denkt elkaar in het geheim zonder gevolgen te kunnen blijven zien. Na het afscheid van Earl, waar Clyde als opvolger naar voren wordt geschoven, schiet Sigfredo – onder de ogen van Reggie en barkeeper Eddie – Carlito op straat neer, maar de gangster overleeft de aanslag en wordt spoedig uit het ziekenhuis ontslagen. Hij laat zijn aanvaller wel in leven, maar dwingt Leticia met haar familie omwille van veiligheid terug te keren Puerto Rico.
De voortdurend toekijkende agenten Big Jeff en Little Jeff willen Carlito voor hun karretje spannen om de andere criminelen te kunnen inrekenen, maar de gangster weigert zijn partners te verklikken. De troosteloze Reggie heeft zichzelf volledig uit de gratie van Carlito en Rocco gewerkt en ontvoert met twee hulpjes Artie Jr. onder de ogen van diens echtgenote. Artie Sr. betaalt twee miljoen dollar losgeld voor de vrijlating van zijn zoon, maar beleeft met zijn vrouw momenten van helse spanning voordat de verloren zoon met hulp van de politie uit de achterbak van een auto wordt bevrijd en kan terugkeren naar zijn familie.
Artie Sr. geeft Carlito, Rocco en de afwezige Earl de schuld van de ontvoering en huurt de hitman Nacho Reyes in om de drie musketiers uit de weg te ruimen, tenzij ze Reggie, diens twee bondgenoten en de verdwenen twee miljoen dollar tijdig opsporen. Nacho helpt Carlito en Rocco op hun nieuwe missie, waarbij ze onverwachte hulp krijgen van Hollywood Nicky en zijn chauffeur Tiny. Na het afslachten van Reggies hulpjes treffen ze Reggie in een appartement aan waar ook Earl, teruggevlogen wegens de situatie, zich bevindt. In de ontstane chaos trekken Carlito, Nacho, Earl en Reggie hun wapens, maar het is de oudere broer die de jongere broer doodschiet en de rust in de woning doet wederkeren. Met de zwarten en de cops als 'partners in crime' tracht het herenigde drietal een einde te maken aan de verdomde arrogantie van een Italiaanse maffiafamilie.

## Rolverdeling
| Acteur                | Personage                  |
| --------------------- | -------------------------- |
| Jay Hernandez         | Carlito "Charlie" Brigante |
| Mario Van Peebles     | Earl                       |
| Michael Kelly         | Rocco                      |
| Sean Combs            | Hollywood Nicky            |
| Luis Guzmán           | Nacho Reyes                |
| Jaclyn DeSantis       | Leticia Cruz               |
| Juan Carlos Hernández | Sigfredo Cruz              |
| Jaime Tirelli         | Mr. Cruz                   |
| Carmen López          | Mrs. Cruz                  |
| Mtume Gant            | Reggie                     |
| Burt Young            | Artie Bottolota Sr.        |
| Janet Sarno           | Mrs. Bottolota             |
| Domenick Lombardozzi  | Artie Bottolota Jr.        |
| Mary Hammett          | Mrs. Bottolota             |
| Tony Cucci            | Big Jeff                   |
| Giancarlo Esposito    | Little Jeff                |
| Nelson Vasquez        | Manny Sanchez              |
| Eric Nieves           | Chucho                     |
| Chad Coleman          | Clyde                      |
| Jaime Sánchez         | Eddie                      |
| Stu 'Large' Riley     | Tiny                       |
| Casper Martinez       | Colorado                   |
| Edmonte Salvato III   | Gino                       |
| Chuck Zito            | Buck                       |
| Ramon Rodriguez       | Angel                      |
| Misha Sedgwick        | Ginger                     |
| Wass Stevens          | Jerry                      |
| Chris Chalk           | Shad                       |
| Mandell Butler        | Lee                        |
| Pete Colapietro       | Father Pete                |
| Gary Swanson          | Dokter                     |